# چشم شب
 چشم شب نام یک آلبوم موسیقی اثر امین الله رشیدی، هنرمند ایرانی است که در سبک سنتی تهیه شده و دارای ۱۱ آهنگ است.

## فهرست آهنگ‌ها
| ردیف | آهنگ        |
| ۱    | عشق آفرین   |
| ۲    | چشم شب      |
| ۳    | آواز اصفهان |
| ۴    | چشم شب      |
| ۵    | من بی تو    |
| ۶    | فرشته       |
| ۷    | نمی‌دانم     |
| ۸    | رقص گل‌ها    |
| ۹    | افسون عشق   |
| ۱۰   | برباد رفته  |
| ۱۱   | شمع خاموش   |